# Cuthbert Butler
Cuthbert Butler, narozen jako Edward Butler, (1858 - 1934) byl benediktinský mnich z Downside Abbey v Anglii, který získal pozornost jako církevní historik. V roce 1906 byl zvolen opatem komunity. Odstoupil v roce 1922.
Je známý knihou The Vatican Council, v níž popsal historii Prvního vatikánského koncilu na základě korespondence biskupa Williama Bernarda Ullathorna z Birminghamu. Psal také o mystice a o mnišství v rané církvi.

## Dílo
- The Lausiac History of Palladius. Texts and Studies: Contributions to Biblical and patristic literature 6 1898
- The Text of St. Benedict's Rule 1899
- Benedictine Monachism 1919
- Western Mysticism: The Teaching of SS Augustine Gregory and Bernard on Contemplation and the Contemplative Life 1922
- The life & times of Bishop Ullathorne, 1806–1889 1926
- Religions of Authority and the Religion of the Spirit: with other essays, apologetical and critical 1930
- The Vatican Council: the story from inside in Bishop Ullathorne's letters 1930
- Ways of Christian Life: Old Spirituality for Modern Men 1932